# Merck & Co.
 Ikke at forveksle med Merck KGaA.
Merck & Co. Inc. (NYSE: MRK), der gør forretninger under navnet Merck Sharp & Dohme (MSD) udenfor USA og Canada, er en amerikansk medicinalkoncern og en af verdens største. Mercks hovedsæde er lokaliseret i Whitehouse Station, New Jersey. Virksomheden er etableret i 1891 i USA som et datterselskab til den tyske virksomhed Merck KGaA. Merck & Co. blev under 1. verdenskrig konfiskeret af den amerikanske regering og etableret som en selvstændig virksomhed. Merck & Co. havde i 2010 94.000 medarbejdere og en årlig omsætning på 45,987 mia. US$. Desuden udgjorde virksomheden en del af aktieindekset Dow Jones Industrial Average.
Virksomheden beskriver sig selv som et globalt forsknings-drevet medicinalselskab, der opfinder, udvikler, producerer og markedsfører en bred række af innovative produkter, der kan være med til at forbedre menneskers og dyrs sundhed, direkte og via. joint ventures.
Merck publicerer også The Merck Manuals, som er en serie bøger med medicinske referencer til læger, sygeplejersker og teknikere. Disse bøger inkluderer Merck Manual of Diagnosis and Therapy som er verdens bedst sælgende medicinske lærebog og Merck Index som er et kompendium med kemiske sammensætninger.

## Historie
Merck & Co. kan spore sin oprindelse tilbage til Friedrich Jacob Merck, som i 1668 købte et apotek i Darmstadt, Tyskland og Emanuel Merck som adskillige generationer senere overtog virksomheden i 1816. Emanuel og hans efterfølgere byggede gradvist en kemisk-medicinskfabrik som fremstillede råmaterialer til medicin og andre formål.
I 1891 emigrerede George Merck til USA og grundlagde Merck & Co. i New York som en amerikansk afdeling af familievirksomheden E. Merck (navngivet efter Emanuel Merck), som i dag kendes som Merck KGaA. Som følge af datidens krigstidspolitik blev Merck & Co. konfiskeret i 1917 og genetableret som en uafhængig amerikansk virksomhed. Indtil afslutningen af 2. verdenskrig blev virksomheden ledet af George W. Merck, som stod i spidsen for USAs bakterielle krigsførelsesforskning på Fort Detrick.
I 1965 overtog Merck Charles E. Frosst Ltd. fra Montreal (grundlagt i 1899) af Merck-Frosst Canada Inc. som et canadisk datterselskab og medicinsk forskningsfacilitet. Merck lukkede enheden i juli 2010, og virksomheden skiftede navn til Merck Canada i 2011.
I 2005 tilbagetrådte CEO Raymond Gilmartin som en konsekvens af en verdensomspændende tilbagetrækning af lægemidlet Vioxx. Tidligere præsident for produktionsafdeligen Richard Clark blev udnævnt til CEO og virksomhedspræsident. Clark tilbagetrådte i oktober 2011 og Kenneth Frazier blev CEO.
I november 2009 bekendtgjorde Merck, at de ville fusionere med konkurrenten Schering-Plough i en købsaftale til 41 mia. US$. Opkøbet betød at Schering-Plough skiftede navn til Merck og fortsatte som et samlet aktieselskab.
Merck Company Fonden har kanaliseret mere end 480 mio. US$ videre til uddannelse og ikke kommercielle organisationer siden den blev etableret i 1957.

## Produkter[8]
- Antivenin – til behandling af edderkoppebid fra edderkoppen den Sorte Enke (Latrodectus mactans).
- Arcoxia (etoricoxib) – til symptombehandling af slidgigt (ikke godkendt i USA, men godkendt og solgt i Europa, Latin Amerika, Asien og Afrika).
- Cancidas (caspofungin) – et echinocandins svampedræbende middel til behandling af Aspergillus og Candida.
- Cosopt (dorzolamide og timolol) – reducerer intraokulært tryk på personer med grøn stær eller for højt blodtryk i øjet.
- Cozaar (losartan) – benyttes til behandling af for højt blodtryk, således at risikoen for slagtilfælde reduceres og til behandling af diabetisk nyresygdom.
- Crixivan (indinavir) – en proteasehæmmer – HIVmedicin.
- Emend (aprepitant) – til behandling mod opkast og kvalme fremkaldt af kemoterapi.
- Emend Injection (fosaprepitant dimeglumine) – et intravenøs lægemiddel mod kvalme fremkaldt af kemoterapi.
- Emflex (acemetacin) – et ikke stereoidholdigt betændelseshæmmende lægemiddel.
- Fosamax (alendronate) – lægemiddel mod knogleskørhed.
- Fosamax Plus D (alendronate/vitamin D) – lægemiddel mod knogleskørhed.
- Gardasil (HPV-vaccine) – en vaccine mod human papillomavirus en seksuelt overført sygdom.
- Hyzaar (losartan/hydrochlorothiazide) – benyttes til behandling af for højt blodtryk, således at risikoen for slagtilfælde reduceres og til behandling af diabetisk nyresygdom.
- Isentress (raltegravir) – en proteasehæmmer – HIVmedicin.
- Janumet (sitagliptin/metformin) – et oralt lægemiddel til behandling af type-2 diabetes.
- Januvia (sitagliptin) – en dipeptidyl peptidase-4 inhibitor til behandling af diabetes.
- Maxalt (rizatriptan) – en af flere triptaner mod migræne.
- M-M-R II (MMR Vaccine) – en immunologisk vaccine mod mæslinger, fåresyge og røde hunde.
- Pneumovax 23 (Pneumococcal polysaccharide vaccine) – en vaccine der forebygger streptokokinfektioner såsom lungebetændelse og blodforgiftning.
- Primaxin (imipenem with cilastatin) – et bredt spektre af carbapenem antibiotika.
- Prinzide (lisinopril/hydrochlorothiazide) – anti-hypertensiv kombination af en ACE inhibitor og en diuretic.
- Propecia/Proscar (finasteride) – benyttes til alopecia (mandlig pletskallethed) og prostatabehandling.
- ProQuad (MMRV vaccine) – en vaccine for gentagne vacciner mod mæslinger, fåresyge, røde hunde og skoldkopper hos børn.
- Recombivax HB (hepatitis B vaccine) – en vaccine mod hepatitis B.
- Rotateq – en vaccine der forebygger rotavirus mavetarmkatar.
- Singulair (montelukast) – en astmamedicin der blokerer leukotrien.
- Timoptic (timolol) – en ikke-selektiv beta blocker til behandling af for højt blodtryk og forebyggelse af hjertetilfælde.
- Tredaptive (laropiprant/ER niacin) – en fedtstofændrende behandling for patienter med dyslipidemi og for højt kolesteroltal (ikke godkendt i USA men godkendt i EU).
- Trusopt (dorzolamide) – reducerer intraokulært tryk på personer med grøn stær eller for højt blodtryk i øjet.
- Vaqta (hepatitis A vaccine) – en vaccine der beskytter mod hepatitis A.
- Varivax (Varicella vaccine) – en vaccine der beskytter mod chickenpox.
- Vytorin (ezetimibe/simvastatin) – et kolesterol-sænkende lægemiddel udviklet og markedsført i samarbejde med Schering-Plough.
- Zetia (ezetimibe) – Kolesterol absorberende inhibitor der sænker LDL markedsført af Schering-Plough.
- Zocor (simvastatin) – et kolesterolsænkende statin.
- Zolinza (vorinostat) – et histone deacetylase inhibitor til behandling af cutaneous T cell lymphoma.
- Zostavax – en vaccine til forebyggelse af helvedesild for voksne over 50 år.

### Produkter fra Schering-Plough
- Remicade
- Levitra
- Zetia
- Vytorin
- Nasonex
- Asmanex
- Claritin
- Aerius
- Cerazette
- Esmeron
- Zemuron
- Intron A
- Livial
- Marvelon
- Desogen
- Noxafil
- Puregon
- Follistim
- Remeron
- Temodar, Temodal, Temozolomide
- Bridion
- Quazepam
- Afrin
- NuvaRing
- Home Again Pet Recovery System
- Banamine
- Clarinex
- Dr. Scholl's
- Coppertone
- Famvir
- A+D Original Ointment
- A+D Zinc Oxide Cream
- Bain de Soleil
- Coricidin
- Correctol
- Drixoral
- Zinka
- Tinactin
- Lotrimin
- Gyne-Lotrimin
- MiraLAX
- Polaramine

### Produkter under udvikling
- Anacetrapib
- Deforolimus
- Odanacatib
- Rolofylline
- Telcagepant

## Patientstøtteprogrammer
Merck & Co. var siden begyndelsen af 1950'erne et af de første amerikanske medicinalselskaber, der tilbød hjælp til dem, der ikke selv er i stand til at finansiere deres medicin. I dag har Merck & Co. 7 patientstøtteprogrammer, hver med specifikke kvalificationskrav.